# Echitate socială

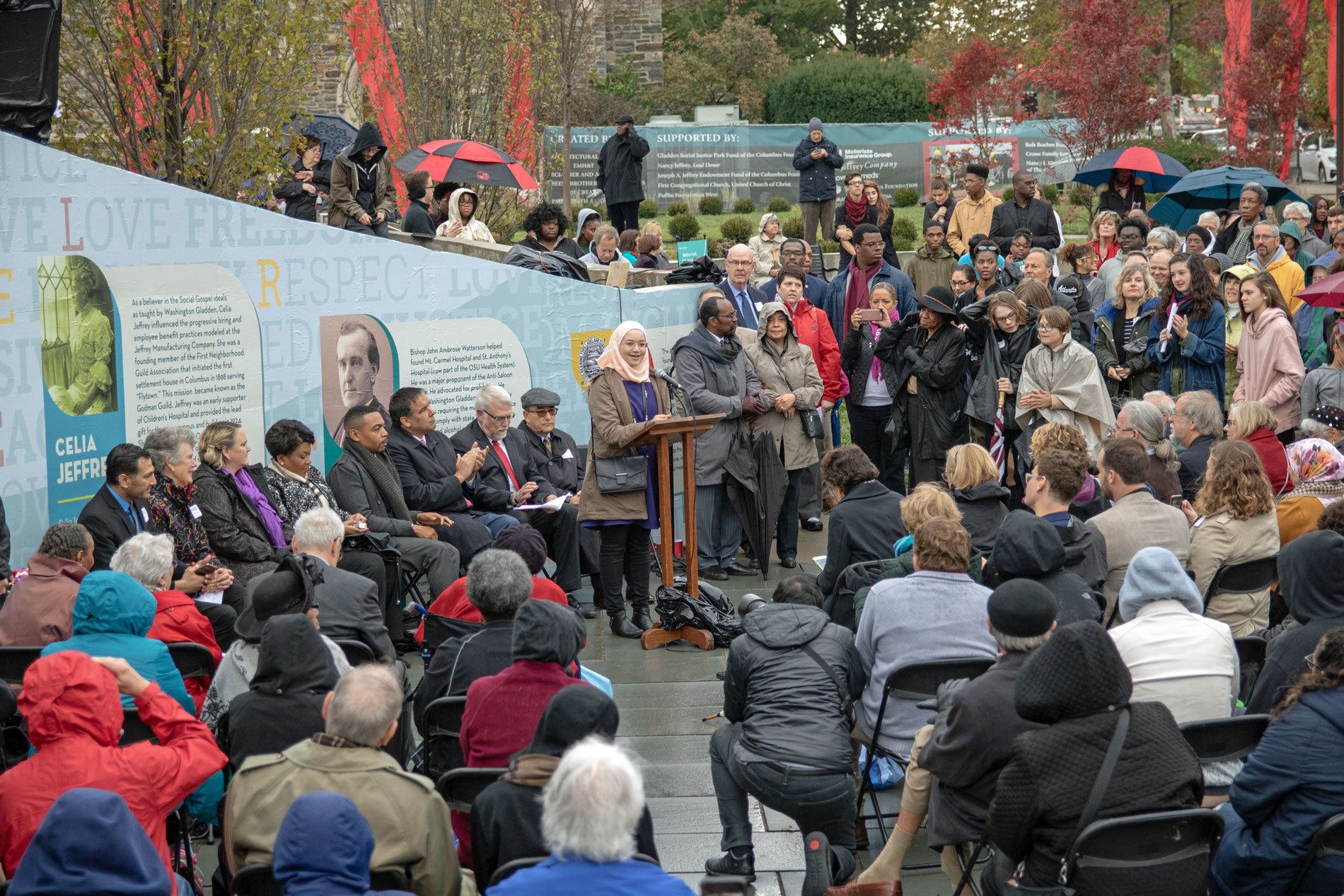
O ceremonie în Parcului pentru justiție socială Washington Gladden din Columbus, Ohio, SUA, un parc dedicat justiției sociale.

Echitatea socială se preocupă de dreptatea și corectitudinea politicii sociale. Începând cu anii 1960, conceptul de echitate socială a fost utilizat într-o varietate de contexte instituționale, inclusiv în educație și administrație publică.
Echitatea în cadrul unei societăți este diferită de egalitate și se referă la contextul în care fiecare persoană în parte primește ceea ce are nevoie pentru a fi egală cu alte persoane din societate. De exemplu, persoana A poate să nu aibă nevoie de ajutor pentru a se deplasa, persoana B poate fi capabilă să meargă, dar să aibă unele dificultăți, în timp ce persoana C poate fi complet imobilă și nu poate merge deloc. Egalitatea ar însemna oferirea fiecăreia dintre aceste trei persoane aceleași oportunități sau ajutoare, de exemplu fiecare persoană primește un scaun cu rotile. Echitatea, pe de altă parte, ar arăta diferit și ar satisface nevoile fiecărui individ. Pentru același exemplu, persoana A nu poate primi niciun ajutor, persoana B poate primi un baston, în timp ce persoana C poate primi un scaun cu rotile electric. Aceasta este echitatea socială.

## Prezentare generală
Definițiile echității sociale pot varia, dar toate se concentrează pe idealurile de dreptate și corectitudine. Echitatea în societățile vechi implică rolul administratorilor publici, care sunt responsabili pentru asigurarea oferirii de servicii sociale în mod echitabil. Aceasta presupune luarea în considerare a inegalităților istorice și actuale între grupuri. Corectitudinea depinde de acest context social și istoric.

## În administrația publică
Atenția pentru echitatea socială în domeniul administrației publice din Statele Unite a apărut în anii 1960, pe fondul creșterii conștientizării la nivel național cu privire la drepturile civile și inegalitatea rasială.
În 1968, H. George Frederickson a prezentat „o teorie a echității sociale” drept „al treilea pilon” al administrației publice. Frederickson era îngrijorat de faptul că cei din administrația publică făceau greșeala de a presupune că cetățeanul A este același cu cetățeanul B; ignorând diferențele dintre condițiile lor sociale și economice. Scopul lui era ca echitatea socială să capete același „statut ca economia și eficiența, să facă parte din valorile sau principiile la care administrația publică ar trebui să adere”.

### Sex, gen și sexualitate
Administrația președinte american Barack Obama a adus în discuție subiectului echității sociale pentru membrii comunității LGBT. Administrația Obama a angajat peste 170 de profesioniști care se declarau deschis ca făcând parte din comunitatea LGBT în cadrul executivul său. El a cerut Departamentului pentru Locuințe și Dezvoltare Urbană al Statelor Unite să efectueze „primul studiu național pentru a determina nivelul de discriminare experimentat de membrii comunității LGBT în domeniul locuințelor”. Alte grupuri de interese de susținere a LGBT, cum ar fi Campania pentru drepturile omului, au muncit din greu pentru a obține echitate socială în căsătorie și pentru a primi toate beneficiile care vin odată cu căsătoria.

### Rasă
În domeniul administrației publice, egalitatea rasială este un factor important. Se referă la ideea „egalității biologice” a tuturor raselor umane și a „egalității sociale pentru oamenii de diferite rase”. Potrivit articolului său „Freedom, Equality, Race” de Jeffrey B. Ferguson, oamenii din Statele Unite cred că egalitatea rasială va prevala.

### Religie
Echitatea socială în ceea ce privește religia are protecție legală în unele jurisdicții. În SUA, persoanelor fizice, indiferent de afilierea religioasă sau de practică, li se oferă această protecție și la locul de muncă, conform US Code 42, sect. 2000e(j).